# Col des Annes
Ne doit pas être confondu avec Clef des Annes.
Le col des Annes est un col de France situé dans les Alpes, dans le massif des Bornes, au-dessus du Grand-Bornand et du Reposoir.

## Géographie
S'élevant à 1 723 mètres d'altitude, il comporte plusieurs chalets d'estive, des restaurants et un parking permettant notamment d'accéder en randonnée au refuge de la Pointe Percée – Gramusset à et la pointe Percée situés sur la chaîne des Aravis à l'est. Très fréquenté l'été par les touristes, il est situé sur l'itinéraire du sentier de grande randonnée 96 et du sentier de grande randonnée de pays Massif de Tournette-Aravis.
En période hivernale, une piste de ski nommée « le col des Annes » passe par le col ; elle arrive de la tête des Annes au sud-est accessible par un télésiège et se dirige vers les télésièges du hameau de la Duche au sud-ouest.